# Чуйпетлово
Чу̀йпетлово или Чуйпетльо̀во е село в Западна България. То се намира в община Перник, област Перник.

## География
Чуйпетлово е най-високото село на Витоша, на около 1200 м надморска височина. То е първото населено място, през което преминава река Струма.
До селото може да се достигне пеша от Черни връх (пътеките не са маркирани) или от близките села Кладница и Ярлово. До Чуйпетлово се стига и по асфалтов път от село Боснек, в непосредствена близост до което се намира и пещерата Духлата.

## История
Предполага се, че селото е основано около 1640 година от население, избягало от равнината. Името му е свързано с предание, според което селото било скрито така добре, че пътниците се ориентирали за местоположението му само по кукуригането на петлите. 
Дълго време основното препитание на местните жители е железодобивът, но след западането си селото започва да се обезлюдява. Възможно е планински овчари от селото да са основали селата Плана в едноименната планина и Лисец и Яребковица във Верила.
На преброяването през 1880 г. селото има 850 жители, всички с майчин език български и православно вероизповедание. Оттогава населението е спаднало с 97%. До 1949 г. селото е част от Самоковско, след това е включено в новосъздадената Димитровска (Пернишка) околия.

## Транспорт и инфраструктура
Автомобилен път до Чуйпетлово е прокаран през 1972 година, а пет години по-късно селото е електрифицирано. Днес селото е свързано с град Перник чрез редовна автобусна линия.

## Културни и природни забележителности
- Църквата на Чуйпетлово „Света Петка“ е построена през 1860 г.
- Игралният филм „Чуй петела“ е сниман в Чуйпетлово и започва с разказ за произхода на името на селото.
- „Чупетлово“ (1980), 23’ – документален филм, реж. Здравко Драгнев, сц. Христо Илиев – Чарли

## Личности
- Георги Новаков (род. 1949 г.) – български актьор
- инж. Росен Ванчев Йорданов-Бадев (род. 1963 г.) – изпълнителен директор в ЧЕЗ. Сега заместник-кмет на гр. Перник.
- Божурка Костадинова Тупанкова (Конакчийска) – народна певица, родена и израснала в с. Чуйпетлово, написала книга за селото „С песен в сърцето“; родена на 14 август 1923 г., починала през 2007 г. на 84-годишна възраст.

## Галерия
- Село Чуйпетлово, река Струма и хълмът над селото, на който са църквата „Света Петка“ и гробището
- Първото населено място, през което минава река Струма, е Чуйпетлово.